# Musikjahr 1718
Liste der Musikjahre

◄◄ | ◄ | 1714 | 1715 | 1716 | 1717 | Musikjahr 1718 | 1719 | 1720 | 1721 | 1722 | ► | ►►

Weitere Ereignisse
Dieser Artikel behandelt das Musikjahr 1718.

## Ereignisse

### Johann Sebastian Bach
- Johann Sebastian Bach ist seit dem 7. August 1717 Kapellmeister und Director derer Cammer-Musiquen am Hof des Fürsten Leopold von Anhalt-Köthen in Köthen. Bach schätzt den musikalischen jungen Fürsten, der oft als Violinist im Orchester mitwirkt und ihm offenbar auch persönlich nahe steht.
- 15. November: Leopold Augustus Bach wird als siebtes Kind von Maria Barbara Bach und Johann Sebastian Bach geboren. Taufpaten des Knaben sind Fürst Leopold und seine Geschwister August Ludwig und Eleonore Wilhelmine.
- 10. Dezember: Aus Anlass des 24. Geburtstags von Prinz Leopold führt Bach seine Kantate Lobet den Herrn, alle seine Heerscharen (BWV Anhang 5) auf. Das Libretto stammt von Christian Friedrich Hunold.

### Georg Friedrich Händel
- Georg Friedrich Händel lebt seit Oktober 1712 in London. Er ist seit Sommer 1717 als Hauskomponist des Earl of Carnarvon, des späteren Duke of Chandos, tätig, eine Position, die vorher Johann Christoph Pepusch innehatte. Hier versammelt sich ein progressiver Literatenkreis, dem auch John Gay und Alexander Pope angehören. Händels Werke, die er für die Herzogsresidenz Cannons in Edgware komponiert, werden die elf Chandos Anthems sowie die erste Fassung von Esther und die völlig neue englische Fassung von Acis and Galatea (Text: John Gay) umfassen. In Cannons vollendet Händel wahrscheinlich auch die 1720 im Selbstverlag veröffentlichten Suites de Pièces pour le Clavecin (1. Sammlung), die unter anderem die bekannten Variationen enthalten, denen man später den Namen The Harmonious Blacksmith („Der harmonische Grobschmied“) geben wird. Außerdem vollendet er während seines Aufenthalts sein Chandos Te Deum, das in der St. Lawrence’s Church in Cannons uraufgeführt wird.
- Frühsommer: Georg Friedrich Händel komponiert die Masque Acis and Galatea und die Erstfassung des Oratoriums Esther.

### Alessandro Scarlatti
- Alessandro Scarlatti, der in Neapel als Kapellmeister der Cappella Reale tätig war, hält sich ab dem Jahr 1717 (bis 1722) überwiegend in Rom auf. Hier wird er die Reihe seiner Opern mit mehreren Werken für das Teatro Capranica abschließen.
- 00. Februar: Das Melodrama Telemaco von Alessandro Scarlatti auf das Libretto von Carlo Sigismondo Capece hat seine Uraufführung am römischen Teatro Capranica.
- 04. November: Uraufführung der Oper Ifigenia in Aulide von Alessandro Scarlatti in Wien.
- 26. November: Uraufführung der Oper Il trionfo dell’onore von Alessandro Scarlatti am Teatro dei Fiorentini in Neapel.

### Domenico Scarlatti
- Domenico Scarlatti ist in Rom seit 1709 bei der im Exil lebenden und im Palazzo Zuccari wohnenden polnischen Königin Maria Casimira Sobieska angestellt, für deren Privatbühne er im Laufe der Jahre sechs Opern, sowie mindestens eine Kantate und ein Oratorium komponiert.
- Seit 1713 ist Scarlatti außerdem maestro di capella an der Capella Giulia des Vatikans.
- Karneval: Das Dramma per musica Berenice Regina di Egitto overo Le Gare d’Amore, e di Politica von Domenico Scarlatti und Nicola Antonio Porpora auf das Libretto von Antonio Salvi wird in Rom im Teatro Capranica uraufgeführt.

### Georg Philipp Telemann
- Georg Philipp Telemann ist städtischer Musikdirektor und Kapellmeister der Barfüßer- und Katharinenkirche in Frankfurt am Main. Telemann übernimmt zusätzlich die Organisation der wöchentlich stattfindenden Konzerte sowie verschiedene Verwaltungsaufgaben der vornehmen Stubengesellschaft Zum Frauenstein im Haus Braunfels auf dem Liebfrauenberg, wo er selbst auch wohnt.
- Während seiner Zeit in Frankfurt komponiert Telemann neben den Kantaten Oratorien, Orchester- und Kammermusik, von der ein Großteil veröffentlicht wird, sowie Musik für politische Festakte und Hochzeitsserenaden. Allerdings findet er keine Gelegenheit, Opern zu veröffentlichen, wenngleich er weiterhin für die Leipziger Oper schreibt.
- Georg Philipp Telemann veröffentlicht auf Anregung des Komponisten und Musikgelehrten Johann Mattheson seine erste Autobiografie. Zwei weitere Autobiografien werden 1729 und 1740 folgen.

### Antonio Vivaldi
- Antonio Vivaldi ist musikalischer Leiter (maestro de’ concerti) des Orchesters des Ospedale della Pietà (eines von vier Heimen in Venedig für Waisenmädchen). Das Orchester erlangt bald einen für die damalige Zeit legendären Ruf und lockt zahlreiche Italienreisende an.
- Nach Streitigkeiten in Venedig wechselt Vivaldi nach Mantua, wo er in Diensten von Prinz Philipp von Hessen-Darmstadt hauptsächlich als Intendant und Opernkomponist arbeitet.

### Weitere biografische Ereignisse
- Geminiano Giacomelli heiratet in Piacenza Francesca Marchi. Aus der Ehe werden neun Kinder hervorgehen.
- Johann Adolph Hasse, der 1714 ein Gesangsstudium in Hamburg begonnen hat, wird vom Dichter Johann Ulrich von König als Tenor an die Oper am Gänsemarkt empfohlen.
- Francesco Manfredini widmet seine Concerti op. 3 dem Fürsten Antonio I. Grimaldi von Monaco, den er 1711 in Venedig kennengelernt hat und in dessen Dienste er getreten ist.
- Johann Mattheson wird Musikdirektor am Hamburger Dom, eine Stelle, die er bis 1728 innehaben wird.
- Johann Joachim Quantz lässt sich in Dresden nieder. Er nimmt Querflötenunterricht beim französischen Flötisten Pierre-Gabriel Buffardin und beginnt zu komponieren.
- Der 14-jährige Carlos Seixas übernimmt nach dem Tod seines Vaters Francisco Vaz dessen Position als Organist in der Kathedrale Sé Velha in Coimbra.
- Silvius Leopold Weiss wird als königlicher Kammerlautenist am kurfürstlich-sächsischen Hof Augusts des Starken in Dresden angestellt. Er gehört zu den bestbezahlten Musikern am Hof in Dresden und wird dort bis zu seinem Lebensende bleiben.
- Der Altkastrat Gaetano Berenstadt will nach seinem Debüt in London (bei Händel) im Jahre 1717 nach Italien zurückkehren. Auf dem Weg macht er Zwischenstation in Dresden und tritt für ein Jahr in die Dienste des sächsischen Kurfürsten Friedrich August I., besser bekannt als August der Starke. Für dieses einjährige Engagement erhält Berenstadt eine Gage von 3000 Talern.
- Nach dem Tod des Organisten A. Meißner wird Johann Gotthilf Ziegler zum alleinigen Director musices und Organisten an der Ulrichskirche in Halle ernannt. Er wird dieses Amt bis zu seinem Tod behalten, obwohl er mehrmals Berufungen von auswärts, so etwa aus Reval, erhält, welche jedoch durch Besoldungserhöhungen in ihrer Attraktivität gemindert werden.
- Der Organist und Komponist José de Torres wird zum Maestro de la Capilla Real in Madrid ernannt.

### Eröffnungen / Grundsteinlegungen
- 09. September: In Vorbereitung der geplanten Hochzeitsfeierlichkeiten von Kurprinz Friedrich August mit Maria Josepha von Österreich wird in Dresden der Grundstein für das Opernhaus am Zwinger gelegt.

### Uraufführungen

#### Bühnenwerke

##### Oper
- 00. Februar: Das Melodrama Telemaco von Alessandro Scarlatti auf das Libretto von Carlo Sigismondo Capece hat seine Uraufführung am römischen Teatro Capranica.
- 00. Februar: Zur Karnevalsaison bringt Antonio Lotti im Redoutensaal in Dresden sein neues Dramma per musica in 3 Akten Ascanio ovvero Gl'odi delusi dal sangue (Libretto von Antonio Maria Lucchini) auf die Bühne.
- Karneval: Das Dramma per musica Berenice Regina di Egitto overo Le Gare d’Amore, e di Politica von Domenico Scarlatti und Nicola Antonio Porpora auf das Libretto von Antonio Salvi wird in Rom im Teatro Capranica uraufgeführt. Von der Oper sind nur fünf Arien erhalten.
- Frühsommer: Georg Friedrich Händel komponiert die Masque Acis and Galatea.
- 01. Oktober: Uraufführung der Oper Temistocle von Nicola Porpora auf das Libretto von Apostolo Zeno in Wien.
- 04. November: Uraufführung der Oper Ifigenia in Aulide von Alessandro Scarlatti in Wien.
- 26. November: Uraufführung der Oper Il trionfo dell’onore von Alessandro Scarlatti am Teatro dei Fiorentini in Neapel.
- 14. Dezember: die Tragédie lyrique Sémiramis von André Cardinal Destouches wird an der Pariser Oper uraufgeführt; das Libretto ist von Pierre-Charles Roy.
- Jacques Aubert – Les Animaux raisonnables (Opéra comique, Libretto von Louis Fuzelier und Marc-Antoine LeGrand, Uraufführung in Paris)
- Antonio Maria Bononcini
  - Astianatte
  - Griselda
- Toussaint Bertin de la Doué – Le Jugement de Paris (Pastorale héroïque)
- Antonio Vivaldi[1]
  - Armida al campo d’Egitto (RV 699, spätestens 1718)
  - Scanderbeg (RV 732, spätestens 1718)
  - Teuzzone (RV 736, 1718–1719)
  - Tito Manlio (RV 738, 1718–1719)

##### Oratorium
- Georg Friedrich Händel[2]
  - Esther (HWV 50a)
  - Esther (HWV 50b)
- Johann Mattheson
  - Der für die Sünde der Welt gemarterte und sterbende Jesus (Libretto von Barthold Heinrich Brockes, Hamburg)
  - Der aller-erfreulichste Triumph oder Der überwindende Immanuel (Hamburg)
  - Die glücklich-streitende Kirche (Hamburg)
  - Die göttliche Vorsorge über alle Creaturen (Hamburg 1718 oder 1721)

### Instrumentalmusik

#### Orchester
- Francesco Manfredini – Concerti grossi op. 3
- Johann Sebastian Bach[3] – Violinkonzert d-Moll (BWV 1043, komponiert um 1718 ?)
- Antonio Vivaldi – Konzerte, die nicht genau datierbar sind[1]

#### Kammermusik
- Johann Christoph Pepusch – 6 Concerts à 2 Flûtes à Bec, 2 Flûtes traversieres, Haubois ou Violons & Basse continue, op. 8 (Amsterdam, ca. 1717–1718)

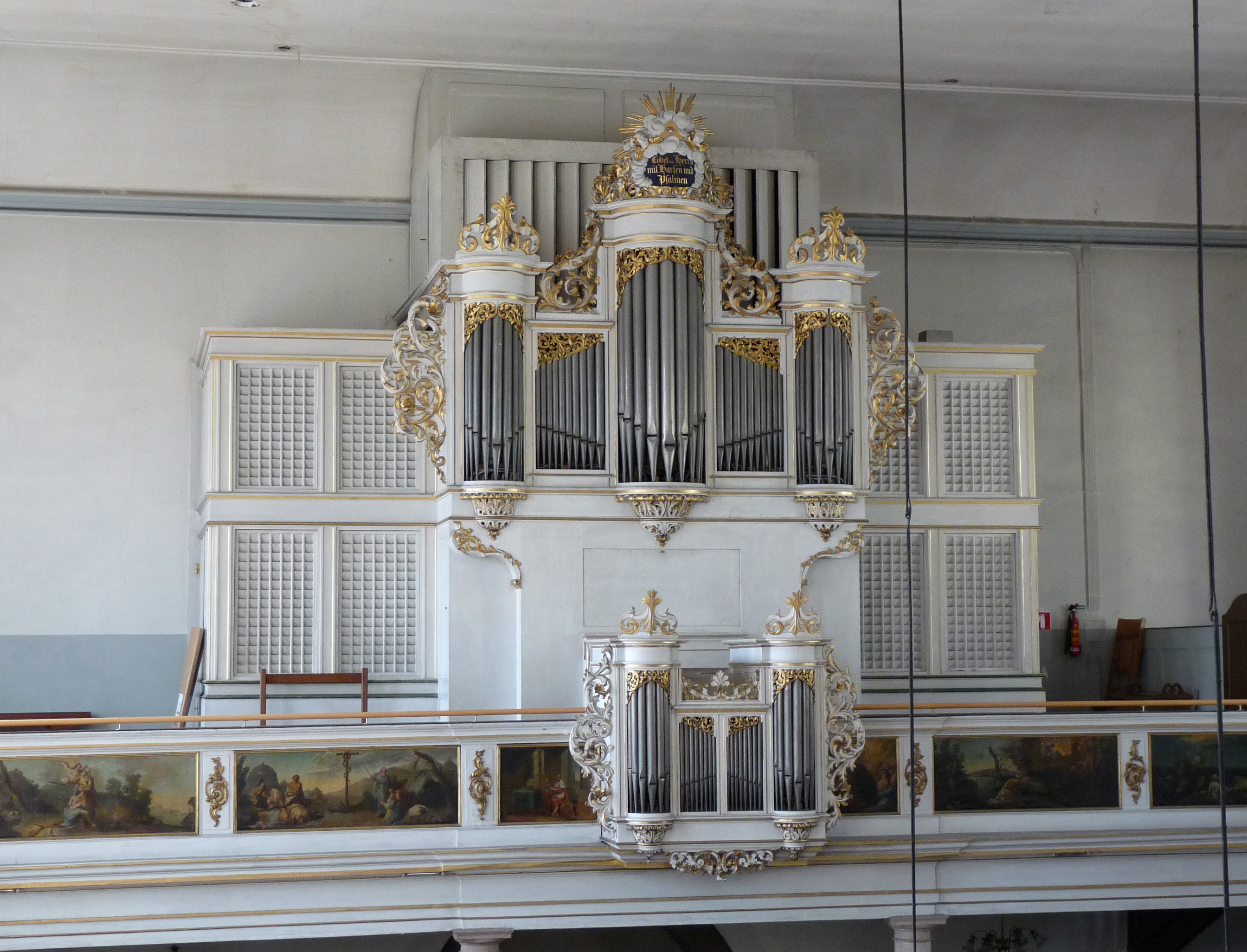
Orgel von Andreas Silbermann für die Kirche Eglise Sainte-Aurélie in Straßburg

### Orgelmusik
- Johann Sebastian Bach[3] – Präludium und Fuge BWV 546 (komponiert um 1718 (?))

### Vokalmusik

#### Geistlich
- Johann Sebastian Bach – Lobet den Herrn, alle seine Heerscharen (BWV Anhang 5)
- Francesco Feo – Missa defunctorum (Requiem)
- Georg Friedrich Händel[2] – Chandos Te Deum in B-Dur (HWV 281, komponiert 1717–1718, Uraufführung in der St. Lawrence’s Church, Cannons)

#### Weltlich
- Johann Sebastian Bach – Kantate Der Himmel dacht' auf Anhalts Ruhm und Glück (BWV 66a)

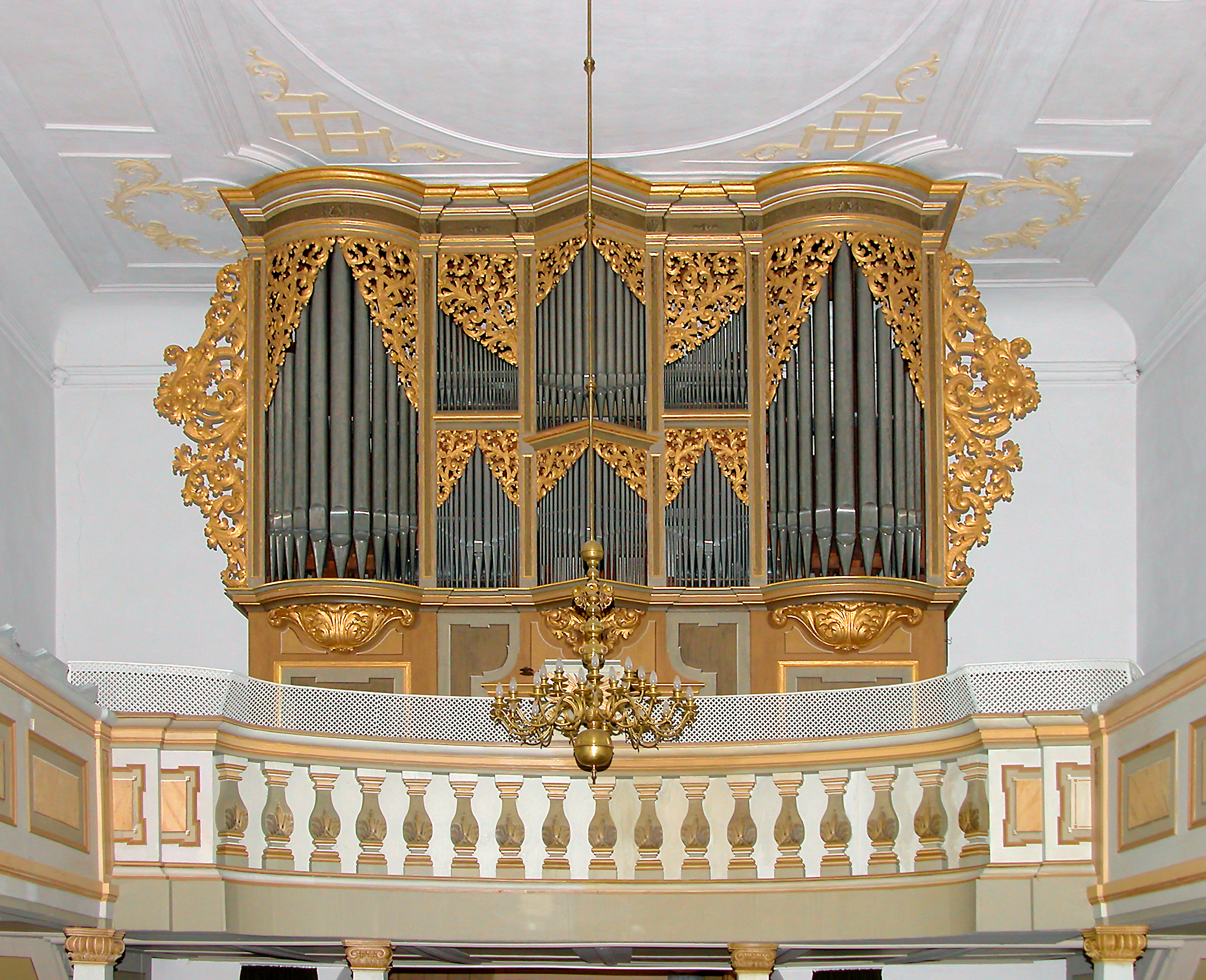
Orgel von Gottfried Silbermann für die St.-Georgs-Kirche in Großkmehlen

### Instrumentenbau
- Andreas Silbermann fertigt die Orgeln für die Kirchen Ste-Aurélie und Église Sainte-Madeleine in Straßburg.
- Gottfried Silbermann
  - beendet den Bau der Orgel für die St.-Georgs-Kirche in Großkmehlen,
  - beginnt mit der Fertigung der Orgel für die Johanniskirche in Freiberg
  - beginnt mit dem Bau der Orgel für die Sophienkirche in Dresden und
  - beginnt den Bau der Orgel für die Stadtkirche St. Georg in Rötha.
- In der Werkstatt von Antonio Stradivari werden die Violinen San Lorenzo, Maurin, Viotti ex Rosé und Firebird ex Saint Exupéry hergestellt.

### Anderes
- Benedetto Marcello – Sonetti: pianger cercai non già dal pianto onore (Venedig 1718)
- Georg Philipp Telemann – Autobiografie

## Geboren
- 18. Januar: Christoph Ludwig Fehre, deutscher Komponist und Organist († 1772)
- 24. März: Leopold August Abel, deutscher Geiger, Komponist und Maler († 1794)
- 27. Juni (getauft): Wenzel Raimund Birck, österreichischer Komponist und Organist († 1763)
- 25. September: Nicola Conforto, italienischer Komponist († 1793)
- 10. November: Anton Laube, böhmischer Komponist und Kirchenmusiker († 1784)
- 21. November: Friedrich Wilhelm Marpurg, deutscher Musiktheoretiker und -kritiker († 1795)
- 24. November: Lorenzo Gibelli, italienischer Komponist, Sänger und Gesangslehrer († 1812)

## Gestorben

### Todesdatum gesichert
- 27. Februar: Václav Karel Holan Rovenský, tschechischer Komponist (* 1644)
- 13. März: Friedrich Nicolaus Bruhns, norddeutscher Komponist (* 1637)
- 01. April: Johann Burchard Freystein, deutscher Jurist und Kirchenlieddichter (* 1671)
- 27. Juli: Johann Schorn, Salzburger Lauten- und Geigenbauer (* 1658)

### Genaues Todesdatum unbekannt
- Giulio Taglietti, italienischer Violinist und Komponist (* um 1660)